# Sandoval de Taytay
Sandoval es un barrio rural   del municipio filipino de primera categoría de Taytay perteneciente a la provincia  de Paragua en Mimaro,  Región IV-B.
En 2007 Sandoval contaba con 1.131 residentes.

## Geografía
El municipio de Taytay se encuentra situado en la isla de Paragua, al norte de la misma.
Su término limita al norte con el municipio de El Nido, barrios de Bebeladán, Bagong-Bayán y Otón, oficialmente Mabini; al  suroeste con el municipio de San Vicente, al sur con el de Roxas; y al sureste con el de Dumaran. En la parte insular se encuentra la bahía de Malampaya y varias isla adyacentes se encuentran tanto en la costa este, mar de Joló como en la  oeste, Mar del Oeste de Filipinas.
Este barrio de Sandoval forma parte continental ya que se encuentra en Isla Paragua, concretamente en la costa este, siendo el barrio más septentrional de esta parte del municipio.
Linda al norte y al oeste con el barrio de Otón, oficialmente Mabini; al sur con los barrios de Palalang (Busy Bees), de Bagong-Bayán y de Catabán; y al este con la Bahía de Calatán (Catalan Bay) donde se encuentra el islote de Macuao y también con el barrio de Silanga.

### Demografía
El barrio  de Sandoval contaba  en mayo de 2010 con una población de 1.287 habitantes.

## Historia

Escudo de la casa de Sandoval y Rojas.

Taytay formaba parte de la provincia española de  Calamianes, una de las 35 del archipiélago Filipino, en la parte llamada de Visayas. Pertenecía a la audiencia territorial  y Capitanía General de Filipinas, y en lo espiritual a la diócesis de Cebú.
El 16 de junio de 1956 el sitio del Calatán se convierte en un barrio con el nombre de  Barrio Sandoval.